# 斜鳞鲷
斜鳞鲷（学名：Pinjalo pinjalo），又名斜鱗笛鯛、赤筆仔，為斜鱗笛鯛屬的一種。

## 分布
本魚分布於印度西太平洋區，包括東非、馬達加斯加、模里西斯、塞席爾群島、馬爾地夫、紅海、波斯灣、斯里蘭卡、印度、安達曼海、泰國、馬來西亞、菲律賓、印尼、琉球群島、台灣、中國沿海、澳洲等海域。

## 深度
水深0至60公尺。

## 特徵
本魚體色以白色為底，頭部略帶粉紅色，身上有許多粉紅色的平行斜紋自鰓蓋後方斜向體背。除胸鰭粉紅色外，各鰭均為黃色，背鰭外緣及尾鰭末梢略帶黑色。尾鰭末端呈弧形彎入。背鰭硬棘11枚，軟條14至15枚；臀鰭硬棘3枚，軟條9至10枚。體長可達50公分。

## 生態
本魚棲息在岩礁或珊瑚礁區活動的底棲性魚類，屬肉食性，以魚類、甲殼類為食。

## 經濟利用
美味的食用魚，新鮮食可做生魚片，小魚可煮味增湯。